# Alexander III van Rusland
Alexander III Aleksandrovitsj van Rusland (Russisch: Александр III Александрович; Aleksandr III Aleksandrovitsj), bijgenaamd de "vredestichter" (Миротворец, Mirotvorets) (Sint-Petersburg, 26 februari 1845 – Jalta, 20 oktober 1894) was van 1881 tot 1894 keizer van het Russische Rijk.

## Jonge jaren
Alexander werd geboren in 1845 als het derde kind en tweede zoon van grootvorst Alexander Nikolajevitsj van Rusland en diens vrouw grootvorstin Maria Alexandrovna, geboren als prinses Marie van Hessen-Darmstadt. Op het moment van zijn geboorte was zijn grootvader, tsaar Nicolaas I, aan de macht en was zijn vader de tsarevitsj van Rusland. Zijn grootouders aan vaderskant waren tsaar Nicolaas I en diens vrouw tsarina Alexandra Fjodorovna, geboren als prinses Charlotte van Pruisen: de oudste dochter van koning Frederik Willem III van Pruisen. Zijn grootouders aan moederskant waren groothertog Lodewijk II van Hessen-Darmstadt en diens vrouw groothertogin Wilhelmina Louise van Baden.
Alexander had een oudere zus grootvorstin Alexandra (1842-1849). Zij stierf echter op jonge leeftijd. Hij had daarnaast ook een oudere broer: grootvorst Nikolaj (1843-1865), die tsarevitsj van Rusland was en verloofd was met prinses Dagmar van Denemarken. Zij zou later trouwen met Alexander. Alexander had vier jongere broers: grootvorst Vladimir (1847-1909) die huwde met Marie van Mecklenburg-Schwerin, grootvorst Aleksej (1850-1908), die huwde met Alexandra Vassilievna Zjoekovskja, grootvorst Sergej (1857-1905) die huwde met Elisabeth van Hessen-Darmstadt en grootvorst Paul (1860-1919) die tweemaal huwde: eerst met prinses Alexandra van Griekenland en daarna met Olga Valerianovna Karnovitsj. Alexander had ook een jongere zuster: grootvorstin Maria Aleksandrovna (1853-1920). Deze huwde prins Alfred van het Verenigd Koninkrijk.

## Leven

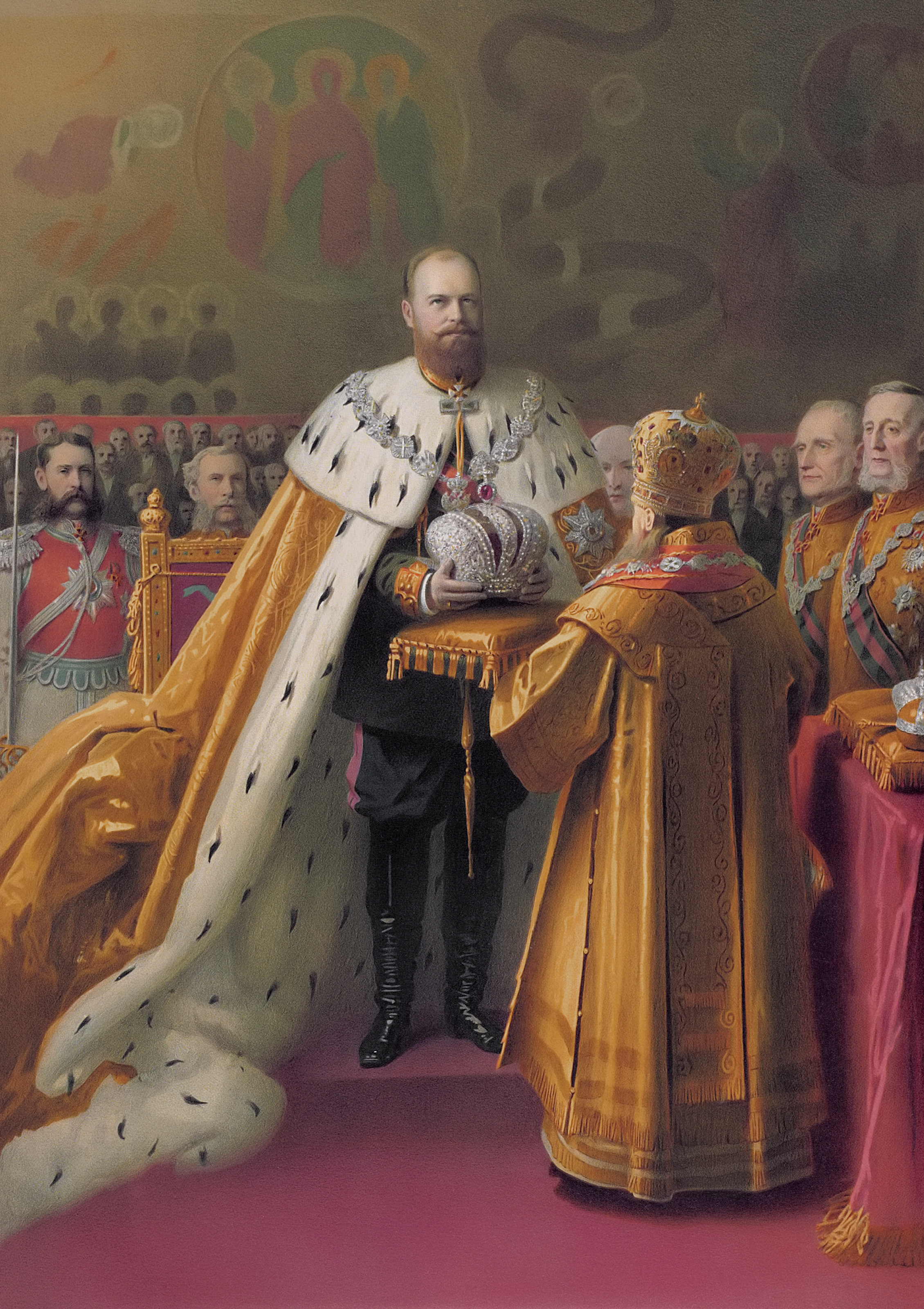
Kroning van Alexander III

De pogingen die zijn vader, Alexander II had gedaan om meer autonomie te geven aan het Russische volk werden door Alexander III volledig tenietgedaan. Als gevolg van de moord op zijn vader was hij van mening dat deze vorm van vrijheid alleen maar zou zorgen voor meer revolutionaire ideeën. Hij voerde dan ook een reactionair bewind. Hij ontsloeg de liberaal gezinde ministers van zijn vader, beperkte de bevoegdheden van de zemstvo's, verscherpte het staatstoezicht op middelbaar en hoger onderwijs, breidde de bevoegdheden van de politie aanzienlijk uit en ageerde als behoeder van de orthodoxie streng tegen joden, Rooms-katholieken en protestanten. Opstandelingen en dissidenten werden massaal naar Siberië verbannen. Ook werden gevangenen op zijn bevel wel zodanig gegeseld dat de dood erop volgde. Zijn harde antisemitisme leidde tot een grote migratiegolf van Joden naar de Verenigde Staten. Zijn buitenlandse politiek, aanvankelijk pro-Duits, raakte op Frankrijk georiënteerd. Alexander III stierf plotseling op 20 oktober 1894, op negenenveertigjarige leeftijd, in zijn zomerresidentie het Livadiapaleis op de Krim en werd opgevolgd door zijn zoon Nicolaas II.

## Huwelijk en kinderen
Op 28 oktober 1866 trouwde hij met de Deense prinses Dagmar die de naam Maria Fjodorovna aan nam. Ze kregen zes kinderen:
| Afbeelding | Naam                 | Geboren          | Overleden        | Bijzonderheden |
| ---------- | -------------------- | ---------------- | ---------------- | --- |
|            | Tsaar Nicolaas II    | 18 mei 1868      | 17 juli 1918     | Was gehuwd met prinses Alix van Hessen-Darmstadt (Alexandra Fjodorovna). Na de dood van Alexander III werd hij tsaar van Rusland. Werd gedwongen tot troonsafstand in 1917. Is niet lang daarna vermoord in Jekaterinenburg door de bolsjewieken, in opdracht van Lenin.                                                                                      |
|            | Grootvorst Alexander | 7 juni 1869      | 2 mei 1870       | Overleed aan hersenvliesontsteking. |
|            | Grootvorst Georgi    | 6 mei 1871       | 9 augustus 1899  | Bleef ongehuwd en stierf in 1899 aan de gevolgen van tuberculose. |
|            | Grootvorstin Xenia   | 6 april 1875     | 20 april 1960    | Huwde grootvorst Alexander Michajlovitsj van Rusland, een zoon van grootvorst Michaël Nikolajevitsj, jongste zoon van tsaar Nicolaas I. Xenia vertrok tijdens de Russische Revolutie naar Londen, Engeland, waar zij in 1960 overleed. Haar dochter, Irina Aleksandrovna, was gehuwd met prins Felix Joesoepov, een van de moordenaars van Grigori Raspoetin. |
|            | Grootvorst Michaël   | 22 november 1878 | 12 juni 1918     | Trad in het huwelijk met de onbekende Natalia Sergeyevna Sheremetyevskaya (na haar huwelijk in de adelstand verheven tot gravin Brasowa. Hij werd titulair tsaar van Rusland toen zijn broer afstand deed van de troon. Grootvorst Michaël, of tsaar Michaël II, werd op 12 juni 1918 vermoord.                                                               |
|            | Grootvorstin Olga    | 13 juni 1882     | 24 november 1960 | Zij en haar broer Michaël waren de favoriete kinderen van Alexander III. Olga huwde Peter van Oldenburg, een zoon van Alexander van Oldenburg, scheidde van hem in 1916 en hertrouwde in hetzelfde jaar met de niet-adellijke officier Nikolai Kulikovsky. |

### Familie
Tsarina Maria Fjodorovna was als Dagmar de tweede dochter van koning Christiaan IX van Denemarken en koningin Louise van Hessen-Kassel. Ze was een jongere zus van koning Frederik VIII van Denemarken, van Alexandra die Eduard VII van het Verenigd Koninkrijk huwde en van Willem die als George I koning van Griekenland werd. Ze was een oudere zus van Thyra en Waldemar.

## Galerij

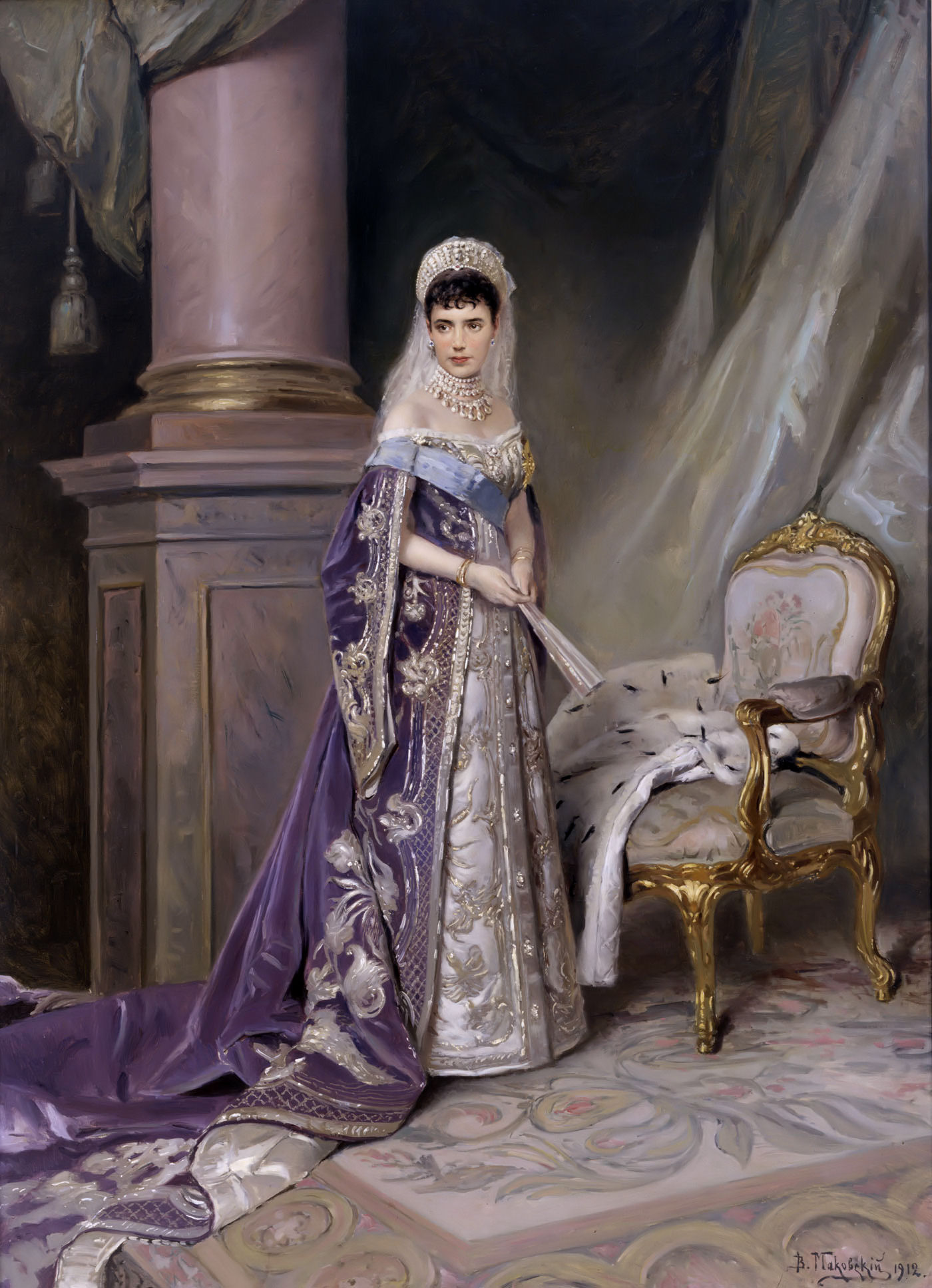
De vrouw van Alexander III, Maria Fjodorovna.
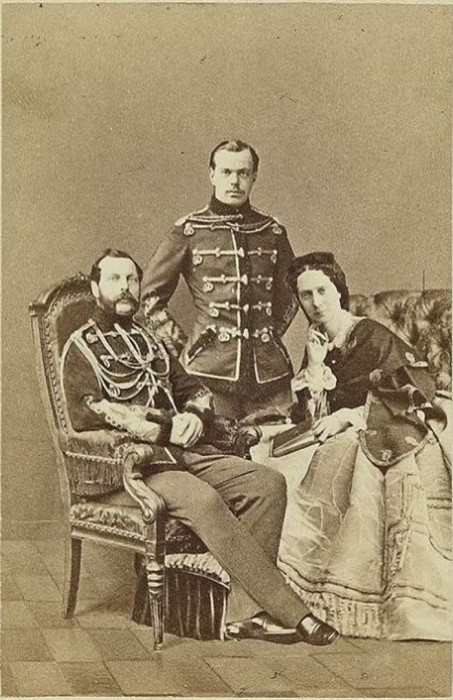
Alexander III als tsarevitsj samen met zijn ouders tsaar Alexander II en tsarina Marie Alexandrovna.
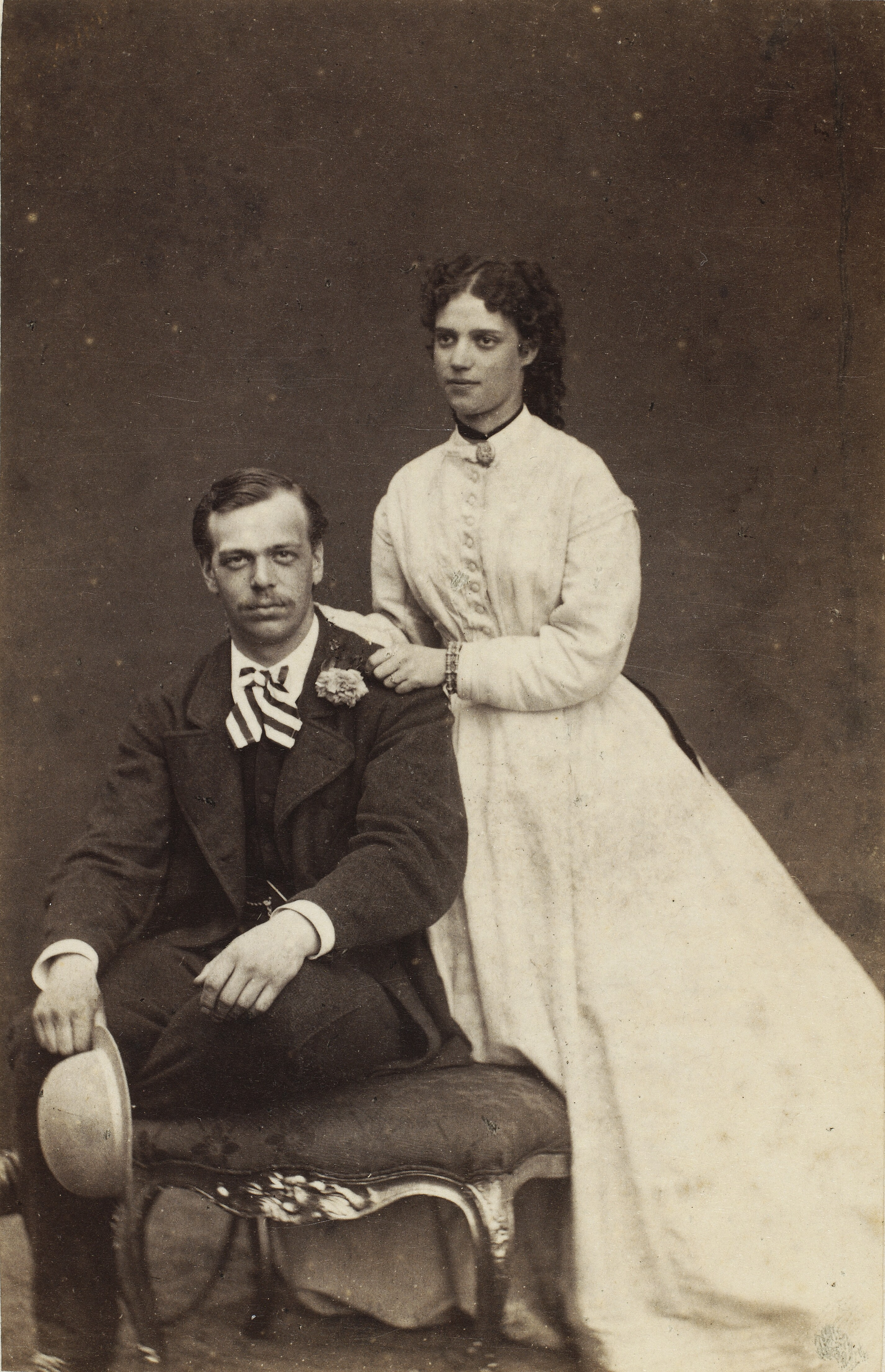
Alexander III als jonge man met zijn verloofde, prinses Dagmar van Denemarken.
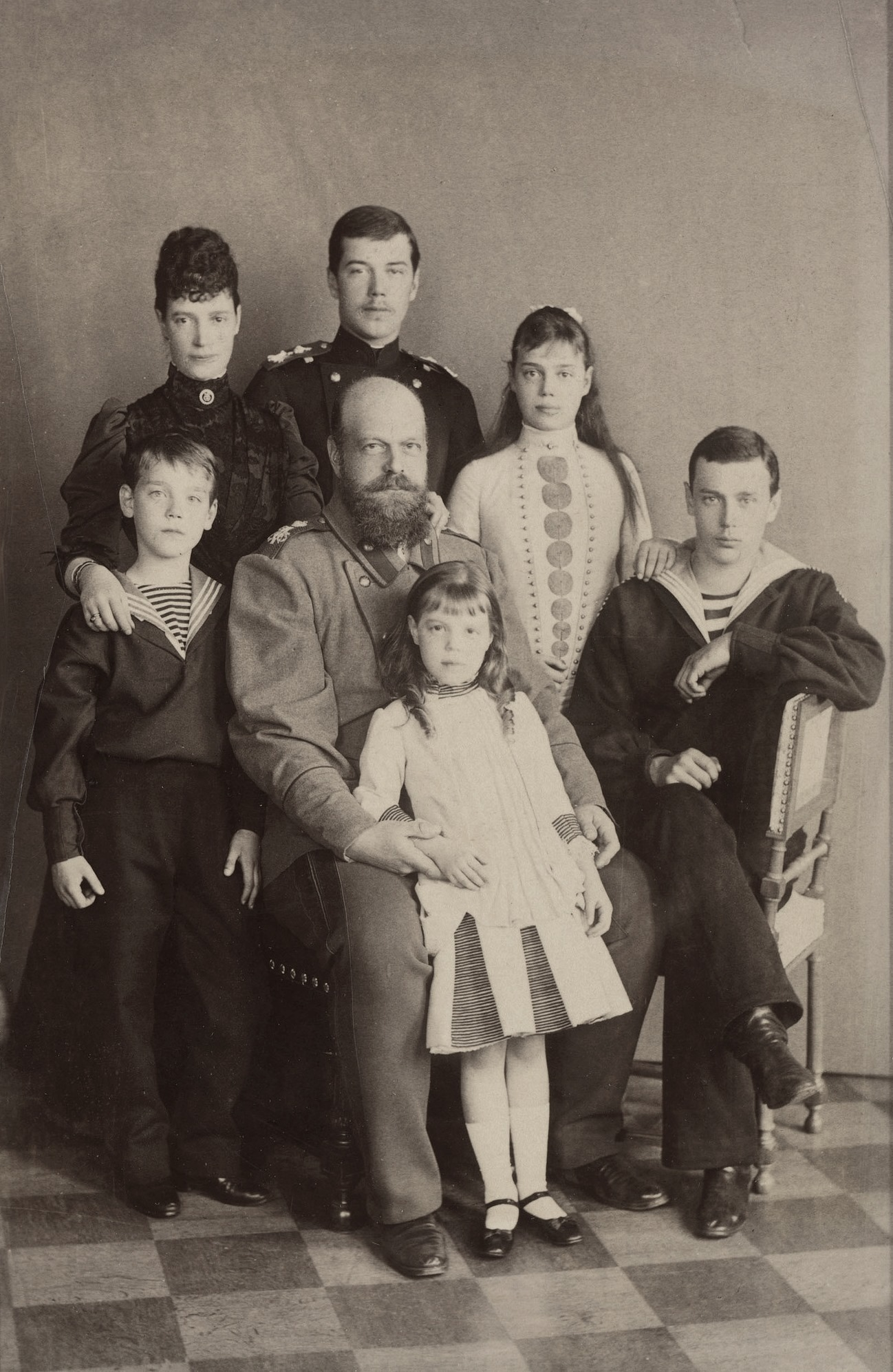
Het jonge gezin van Alexander III. V.l.n.r.: Mikhail, Maria Fjodorovna, Alexander III, tsarevitsj Nikolaj, Olga, Xenia en Georgi. Foto: Sergej Levitski

## Kwartierstaat
| Paul I van Rusland (1754-1801)                   | Paul I van Rusland (1754-1801)                   | Paul I van Rusland (1754-1801)                   | Paul I van Rusland (1754-1801)                   | Paul I van Rusland (1754-1801)                   | Paul I van Rusland (1754-1801)                   | Sophia Dorothea Augusta Louisa van Württemberg (1759-1828) | Sophia Dorothea Augusta Louisa van Württemberg (1759-1828) | Sophia Dorothea Augusta Louisa van Württemberg (1759-1828) | Sophia Dorothea Augusta Louisa van Württemberg (1759-1828) | Sophia Dorothea Augusta Louisa van Württemberg (1759-1828) | Sophia Dorothea Augusta Louisa van Württemberg (1759-1828) |                                       |                                       | Frederik Willem III van Pruisen (1770-1840) | Frederik Willem III van Pruisen (1770-1840) | Frederik Willem III van Pruisen (1770-1840)      | Frederik Willem III van Pruisen (1770-1840)      | Frederik Willem III van Pruisen (1770-1840)      | Frederik Willem III van Pruisen (1770-1840)      | Louise van Mecklenburg-Strelitz (1776-1810)      | Louise van Mecklenburg-Strelitz (1776-1810)      | Louise van Mecklenburg-Strelitz (1776-1810) | Louise van Mecklenburg-Strelitz (1776-1810) | Louise van Mecklenburg-Strelitz (1776-1810)     | Louise van Mecklenburg-Strelitz (1776-1810)     |                                                 |                                                 | Lodewijk I van Hessen-Darmstadt (1753-1830)     | Lodewijk I van Hessen-Darmstadt (1753-1830)     | Lodewijk I van Hessen-Darmstadt (1753-1830) | Lodewijk I van Hessen-Darmstadt (1753-1830) | Lodewijk I van Hessen-Darmstadt (1753-1830)  | Lodewijk I van Hessen-Darmstadt (1753-1830)  | Louise van Hessen-Darmstadt (1761-1829)      | Louise van Hessen-Darmstadt (1761-1829)      | Louise van Hessen-Darmstadt (1761-1829)      | Louise van Hessen-Darmstadt (1761-1829)      | Louise van Hessen-Darmstadt (1761-1829) | Louise van Hessen-Darmstadt (1761-1829) |                                                |                                                | Karel Lodewijk van Baden (1755–1801)           | Karel Lodewijk van Baden (1755–1801)           | Karel Lodewijk van Baden (1755–1801)           | Karel Lodewijk van Baden (1755–1801)           | Karel Lodewijk van Baden (1755–1801) | Karel Lodewijk van Baden (1755–1801) | Amalia van Hessen-Darmstadt (1754–1832)      | Amalia van Hessen-Darmstadt (1754–1832)      | Amalia van Hessen-Darmstadt (1754–1832)      | Amalia van Hessen-Darmstadt (1754–1832)      | Amalia van Hessen-Darmstadt (1754–1832)      | Amalia van Hessen-Darmstadt (1754–1832)      |  |  |  |  |  |  |  |  |  |  |  |  |  |  |  |  |  |  |  |  |  |  |  |  |  |  |  |  |  |  |  |  |  |  |  |  |  |  |  |  |  |  |  |  |  |  |  |  |
| Paul I van Rusland (1754-1801)                   | Paul I van Rusland (1754-1801)                   | Paul I van Rusland (1754-1801)                   | Paul I van Rusland (1754-1801)                   | Paul I van Rusland (1754-1801)                   | Paul I van Rusland (1754-1801)                   | Sophia Dorothea Augusta Louisa van Württemberg (1759-1828) | Sophia Dorothea Augusta Louisa van Württemberg (1759-1828) | Sophia Dorothea Augusta Louisa van Württemberg (1759-1828) | Sophia Dorothea Augusta Louisa van Württemberg (1759-1828) | Sophia Dorothea Augusta Louisa van Württemberg (1759-1828) | Sophia Dorothea Augusta Louisa van Württemberg (1759-1828) |                                       |                                       | Frederik Willem III van Pruisen (1770-1840) | Frederik Willem III van Pruisen (1770-1840) | Frederik Willem III van Pruisen (1770-1840)      | Frederik Willem III van Pruisen (1770-1840)      | Frederik Willem III van Pruisen (1770-1840)      | Frederik Willem III van Pruisen (1770-1840)      | Louise van Mecklenburg-Strelitz (1776-1810)      | Louise van Mecklenburg-Strelitz (1776-1810)      | Louise van Mecklenburg-Strelitz (1776-1810) | Louise van Mecklenburg-Strelitz (1776-1810) | Louise van Mecklenburg-Strelitz (1776-1810)     | Louise van Mecklenburg-Strelitz (1776-1810)     |                                                 |                                                 | Lodewijk I van Hessen-Darmstadt (1753-1830)     | Lodewijk I van Hessen-Darmstadt (1753-1830)     | Lodewijk I van Hessen-Darmstadt (1753-1830) | Lodewijk I van Hessen-Darmstadt (1753-1830) | Lodewijk I van Hessen-Darmstadt (1753-1830)  | Lodewijk I van Hessen-Darmstadt (1753-1830)  | Louise van Hessen-Darmstadt (1761-1829)      | Louise van Hessen-Darmstadt (1761-1829)      | Louise van Hessen-Darmstadt (1761-1829)      | Louise van Hessen-Darmstadt (1761-1829)      | Louise van Hessen-Darmstadt (1761-1829) | Louise van Hessen-Darmstadt (1761-1829) |                                                |                                                | Karel Lodewijk van Baden (1755–1801)           | Karel Lodewijk van Baden (1755–1801)           | Karel Lodewijk van Baden (1755–1801)           | Karel Lodewijk van Baden (1755–1801)           | Karel Lodewijk van Baden (1755–1801) | Karel Lodewijk van Baden (1755–1801) | Amalia van Hessen-Darmstadt (1754–1832)      | Amalia van Hessen-Darmstadt (1754–1832)      | Amalia van Hessen-Darmstadt (1754–1832)      | Amalia van Hessen-Darmstadt (1754–1832)      | Amalia van Hessen-Darmstadt (1754–1832)      | Amalia van Hessen-Darmstadt (1754–1832)      |  |  |  |  |  |  |  |  |  |  |  |  |  |  |  |  |  |  |  |  |  |  |  |  |  |  |  |  |  |  |  |  |  |  |  |  |  |  |  |  |  |  |  |  |  |  |  |  |
|                                                  |                                                  |                                                  |                                                  |                                                  |                                                  |                                                            |                                                            |                                                            |                                                            |                                                            |                                                            |                                       |                                       |                                             |                                             |                                                  |                                                  |                                                  |                                                  |                                                  |                                                  |                                             |                                             |                                                 |                                                 |                                                 |                                                 |                                                 |                                                 |                                             |                                             |                                              |                                              |                                              |                                              |                                              |                                              |                                         |                                         |                                                |                                                |                                                |                                                |                                                |                                                |                                      |                                      |                                              |                                              |                                              |                                              |                                              |                                              |  |  |  |  |  |  |  |  |  |  |  |  |  |  |  |  |  |  |  |  |  |  |  |  |  |  |  |  |  |  |  |  |  |  |  |  |  |  |  |  |  |  |  |  |  |  |  |  |
|                                                  |                                                  |                                                  |                                                  | Nicolaas I van Rusland (1796–1855)               | Nicolaas I van Rusland (1796–1855)               | Nicolaas I van Rusland (1796–1855)                         | Nicolaas I van Rusland (1796–1855)                         | Nicolaas I van Rusland (1796–1855)                         | Nicolaas I van Rusland (1796–1855)                         |                                                            |                                                            |                                       |                                       |                                             |                                             | Charlotte van Pruisen (1798-1860)                | Charlotte van Pruisen (1798-1860)                | Charlotte van Pruisen (1798-1860)                | Charlotte van Pruisen (1798-1860)                | Charlotte van Pruisen (1798-1860)                | Charlotte van Pruisen (1798-1860)                |                                             |                                             |                                                 |                                                 |                                                 |                                                 |                                                 |                                                 |                                             |                                             | Lodewijk II van Hessen-Darmstadt (1777-1848) | Lodewijk II van Hessen-Darmstadt (1777-1848) | Lodewijk II van Hessen-Darmstadt (1777-1848) | Lodewijk II van Hessen-Darmstadt (1777-1848) | Lodewijk II van Hessen-Darmstadt (1777-1848) | Lodewijk II van Hessen-Darmstadt (1777-1848) |                                         |                                         |                                                |                                                |                                                |                                                | Wilhelmina van Baden (1788-1836)               | Wilhelmina van Baden (1788-1836)               | Wilhelmina van Baden (1788-1836)     | Wilhelmina van Baden (1788-1836)     | Wilhelmina van Baden (1788-1836)             | Wilhelmina van Baden (1788-1836)             |                                              |                                              |                                              |                                              |  |  |  |  |  |  |  |  |  |  |  |  |  |  |  |  |  |  |  |  |  |  |  |  |  |  |  |  |  |  |  |  |  |  |  |  |  |  |  |  |  |  |  |  |  |  |  |  |
|                                                  |                                                  |                                                  |                                                  | Nicolaas I van Rusland (1796–1855)               | Nicolaas I van Rusland (1796–1855)               | Nicolaas I van Rusland (1796–1855)                         | Nicolaas I van Rusland (1796–1855)                         | Nicolaas I van Rusland (1796–1855)                         | Nicolaas I van Rusland (1796–1855)                         |                                                            |                                                            |                                       |                                       |                                             |                                             | Charlotte van Pruisen (1798-1860)                | Charlotte van Pruisen (1798-1860)                | Charlotte van Pruisen (1798-1860)                | Charlotte van Pruisen (1798-1860)                | Charlotte van Pruisen (1798-1860)                | Charlotte van Pruisen (1798-1860)                |                                             |                                             |                                                 |                                                 |                                                 |                                                 |                                                 |                                                 |                                             |                                             | Lodewijk II van Hessen-Darmstadt (1777-1848) | Lodewijk II van Hessen-Darmstadt (1777-1848) | Lodewijk II van Hessen-Darmstadt (1777-1848) | Lodewijk II van Hessen-Darmstadt (1777-1848) | Lodewijk II van Hessen-Darmstadt (1777-1848) | Lodewijk II van Hessen-Darmstadt (1777-1848) |                                         |                                         |                                                |                                                |                                                |                                                | Wilhelmina van Baden (1788-1836)               | Wilhelmina van Baden (1788-1836)               | Wilhelmina van Baden (1788-1836)     | Wilhelmina van Baden (1788-1836)     | Wilhelmina van Baden (1788-1836)             | Wilhelmina van Baden (1788-1836)             |                                              |                                              |                                              |                                              |  |  |  |  |  |  |  |  |  |  |  |  |  |  |  |  |  |  |  |  |  |  |  |  |  |  |  |  |  |  |  |  |  |  |  |  |  |  |  |  |  |  |  |  |  |  |  |  |
|                                                  |                                                  |                                                  |                                                  |                                                  |                                                  |                                                            |                                                            |                                                            |                                                            | Alexander II van Rusland (1818–1881)                       | Alexander II van Rusland (1818–1881)                       | Alexander II van Rusland (1818–1881)  | Alexander II van Rusland (1818–1881)  | Alexander II van Rusland (1818–1881)        | Alexander II van Rusland (1818–1881)        |                                                  |                                                  |                                                  |                                                  |                                                  |                                                  |                                             |                                             |                                                 |                                                 |                                                 |                                                 |                                                 |                                                 |                                             |                                             |                                              |                                              |                                              |                                              |                                              |                                              | Marie van Hessen-Darmstadt (1824-1880)  | Marie van Hessen-Darmstadt (1824-1880)  | Marie van Hessen-Darmstadt (1824-1880)         | Marie van Hessen-Darmstadt (1824-1880)         | Marie van Hessen-Darmstadt (1824-1880)         | Marie van Hessen-Darmstadt (1824-1880)         |                                                |                                                |                                      |                                      |                                              |                                              |                                              |                                              |                                              |                                              |  |  |  |  |  |  |  |  |  |  |  |  |  |  |  |  |  |  |  |  |  |  |  |  |  |  |  |  |  |  |  |  |  |  |  |  |  |  |  |  |  |  |  |  |  |  |  |  |
|                                                  |                                                  |                                                  |                                                  |                                                  |                                                  |                                                            |                                                            |                                                            |                                                            | Alexander II van Rusland (1818–1881)                       | Alexander II van Rusland (1818–1881)                       | Alexander II van Rusland (1818–1881)  | Alexander II van Rusland (1818–1881)  | Alexander II van Rusland (1818–1881)        | Alexander II van Rusland (1818–1881)        |                                                  |                                                  |                                                  |                                                  |                                                  |                                                  |                                             |                                             |                                                 |                                                 |                                                 |                                                 |                                                 |                                                 |                                             |                                             |                                              |                                              |                                              |                                              |                                              |                                              | Marie van Hessen-Darmstadt (1824-1880)  | Marie van Hessen-Darmstadt (1824-1880)  | Marie van Hessen-Darmstadt (1824-1880)         | Marie van Hessen-Darmstadt (1824-1880)         | Marie van Hessen-Darmstadt (1824-1880)         | Marie van Hessen-Darmstadt (1824-1880)         |                                                |                                                |                                      |                                      |                                              |                                              |                                              |                                              |                                              |                                              |  |  |  |  |  |  |  |  |  |  |  |  |  |  |  |  |  |  |  |  |  |  |  |  |  |  |  |  |  |  |  |  |  |  |  |  |  |  |  |  |  |  |  |  |  |  |  |  |
|                                                  |                                                  |                                                  |                                                  |                                                  |                                                  |                                                            |                                                            |                                                            |                                                            |                                                            |                                                            |                                       |                                       |                                             |                                             |                                                  |                                                  |                                                  |                                                  |                                                  |                                                  |                                             |                                             |                                                 |                                                 |                                                 |                                                 |                                                 |                                                 |                                             |                                             |                                              |                                              |                                              |                                              |                                              |                                              |                                         |                                         |                                                |                                                |                                                |                                                |                                                |                                                |                                      |                                      |                                              |                                              |                                              |                                              |                                              |                                              |  |  |  |  |  |  |  |  |  |  |  |  |  |  |  |  |  |  |  |  |  |  |  |  |  |  |  |  |  |  |  |  |  |  |  |  |  |  |  |  |  |  |  |  |  |  |  |  |
|                                                  |                                                  |                                                  |                                                  |                                                  |                                                  |                                                            |                                                            |                                                            |                                                            |                                                            |                                                            |                                       |                                       |                                             |                                             |                                                  |                                                  |                                                  |                                                  |                                                  |                                                  |                                             |                                             |                                                 |                                                 |                                                 |                                                 |                                                 |                                                 |                                             |                                             |                                              |                                              |                                              |                                              |                                              |                                              |                                         |                                         |                                                |                                                |                                                |                                                |                                                |                                                |                                      |                                      |                                              |                                              |                                              |                                              |                                              |                                              |  |  |  |  |  |  |  |  |  |  |  |  |  |  |  |  |  |  |  |  |  |  |  |  |  |  |  |  |  |  |  |  |  |  |  |  |  |  |  |  |  |  |  |  |  |  |  |  |
| Nicolaas Aleksandrovitsj van Rusland (1843-1865) | Nicolaas Aleksandrovitsj van Rusland (1843-1865) | Nicolaas Aleksandrovitsj van Rusland (1843-1865) | Nicolaas Aleksandrovitsj van Rusland (1843-1865) | Nicolaas Aleksandrovitsj van Rusland (1843-1865) | Nicolaas Aleksandrovitsj van Rusland (1843-1865) |                                                            |                                                            | Alexander III van Rusland (1845–1894)                      | Alexander III van Rusland (1845–1894)                      | Alexander III van Rusland (1845–1894)                      | Alexander III van Rusland (1845–1894)                      | Alexander III van Rusland (1845–1894) | Alexander III van Rusland (1845–1894) |                                             |                                             | Vladimir Aleksandrovitsj van Rusland (1847-1909) | Vladimir Aleksandrovitsj van Rusland (1847-1909) | Vladimir Aleksandrovitsj van Rusland (1847-1909) | Vladimir Aleksandrovitsj van Rusland (1847-1909) | Vladimir Aleksandrovitsj van Rusland (1847-1909) | Vladimir Aleksandrovitsj van Rusland (1847-1909) |                                             |                                             | Aleksej Aleksandrovitsj van Rusland (1850-1908) | Aleksej Aleksandrovitsj van Rusland (1850-1908) | Aleksej Aleksandrovitsj van Rusland (1850-1908) | Aleksej Aleksandrovitsj van Rusland (1850-1908) | Aleksej Aleksandrovitsj van Rusland (1850-1908) | Aleksej Aleksandrovitsj van Rusland (1850-1908) |                                             |                                             | Maria Aleksandrovna van Rusland (1853-1920)  | Maria Aleksandrovna van Rusland (1853-1920)  | Maria Aleksandrovna van Rusland (1853-1920)  | Maria Aleksandrovna van Rusland (1853-1920)  | Maria Aleksandrovna van Rusland (1853-1920)  | Maria Aleksandrovna van Rusland (1853-1920)  |                                         |                                         | Sergej Aleksandrovitsj van Rusland (1857-1905) | Sergej Aleksandrovitsj van Rusland (1857-1905) | Sergej Aleksandrovitsj van Rusland (1857-1905) | Sergej Aleksandrovitsj van Rusland (1857-1905) | Sergej Aleksandrovitsj van Rusland (1857-1905) | Sergej Aleksandrovitsj van Rusland (1857-1905) |                                      |                                      | Paul Aleksandrovitsj van Rusland (1860-1919) | Paul Aleksandrovitsj van Rusland (1860-1919) | Paul Aleksandrovitsj van Rusland (1860-1919) | Paul Aleksandrovitsj van Rusland (1860-1919) | Paul Aleksandrovitsj van Rusland (1860-1919) | Paul Aleksandrovitsj van Rusland (1860-1919) |  |  |  |  |  |  |  |  |  |  |  |  |  |  |  |  |  |  |  |  |  |  |  |  |  |  |  |  |  |  |  |  |  |  |  |  |  |  |  |  |  |  |  |  |  |  |  |  |

Ivan IV de Verschrikkelijke · Fjodor I · Boris Godoenov · Fjodor II · Valse Dimitri I · Vasili IV · Wladislaus I · Michaël I · Alexis · Fjodor III · Ivan V · Peter I de Grote · Catharina I · Peter II · Anna I · Ivan VI · Elisabeth · Peter III · Catharina II de Grote · Paul I · Alexander I · Nicolaas I · Alexander II · Alexander III · Nicolaas II
- Bibsys: 90574235
- Biblioteca Nacional de Chile: 000437897
- Bibliothèque nationale de France: cb12200580n (data)
- Catàleg d'autoritats de noms i títols de Catalunya: 981058620224406706
- CiNii: DA13749955
- Gemeinsame Normdatei: 118647997
- International Standard Name Identifier: 0000 0000 6644 7076
- Library of Congress Control Number: n81107824
- Nationale Bibliotheek van Letland: 000065839
- MusicBrainz: c992e92a-f294-4bcd-bd4e-54d44cf1e7c5
- National Archives and Records Administration: 10569802
- Bibliotheek van het Japanse parlement: 00766624
- Nationale Bibliotheek van Tsjechië: jn20000700029
- Nationale Bibliotheek van Israël: 987007257508305171
- Nationale Bibliotheek van Polen: a0000001190082
- Nederlandse Thesaurus van Auteursnamen: 070252327
- RKD-Nederlands Instituut voor Kunstgeschiedenis: 487302
- Istituto Centrale per il Catalogo Unico: IEIV053266
- LIBRIS: 174651
- SNAC: w6z906rz
- Système universitaire de documentation: 030627966
- Museum of New Zealand Te Papa Tongarewa: 66338
- Union List of Artist Names: 500724643
- Virtual International Authority File: 22188740
- WorldCat: E39PBJjT4xr7wXTccQTJxfgVG3